# Campeonato Mundial de Enduro
El Campeonato Mundial de Enduro, oficialmente llamado World Enduro Championship (WEC), es una competición mundial de enduro regulada por la Federación Internacional de Motociclismo (FIM). 

## Historia

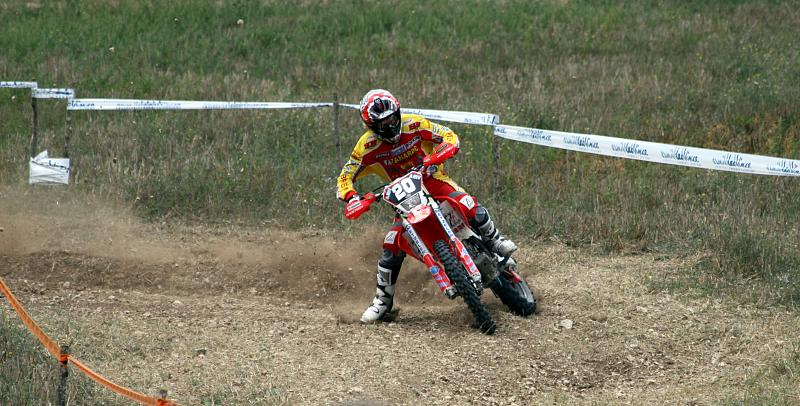
Mika Ahola, 3 veces campeón.

- Evolución histórica de las categorías del Campeonato Europeo de Enduro:

| Categoría | Periodos    | Periodos    | Periodos | Periodos | Periodos    | Periodos    | Periodos    |
| Categoría | 1968 - 1976 | 1977 - 1978 | 1979     | 1980     | 1981 - 1982 | 1983 - 1986 | 1987 - 1989 |
| --------- | ----------- | ----------- | -------- | -------- | ----------- | ----------- | ----------- |
| 1         | 50cc        | 50cc        | 50cc     | 50cc     | -           | -           | -           |
| 2         | 75cc        | 75cc        | 75cc     | 75cc     | 80cc        | 80cc 2T     | 80cc 2T     |
| 3         | 100cc       | 100cc       | 100cc    | 100cc    | -           | -           | -           |
| 4         | 125cc       | 125cc       | 125cc    | 125cc    | 125cc       | 125cc 2T    | 125cc 2T    |
| 5         | 175cc       | 175cc       | 175cc    | 175cc    | 175cc       | -           | -           |
| 6         | 250cc       | 250cc       | 250cc    | 250cc    | 250cc       | 250cc 2T    | 250cc 2T    |
| 7         | 350cc       | 350cc       | 350cc    | 350cc    | -           | -           | 350cc 4T    |
| 8         | +350cc      | 500cc       | 500cc    | 500cc    | 500cc       | 500cc 2T    | 500cc 2T    |
| 9         |             | +500cc      | 750cc    | 750cc    | +500cc 4T   | +500cc 4T   | +500cc 4T   |
| 10        |             |             | +750cc   | 1000cc   | -           | -           | -           |
| 11        |             |             |          | +1000cc  | -           | -           | -           |

- Evolución histórica de las categorías del Campeonato del Mundo de Enduro:

| Categoría | Periodos    | Periodos    | Periodos    | Periodos          |
| Categoría | 1990 - 1993 | 1994 - 1997 | 1998 - 2003 | 2004 - Actualidad |
| --------- | ----------- | ----------- | ----------- | ----------------- |
| 1         | 80cc 2T     | -           | 250cc 4T    | E1                |
| 2         | 125cc 2T    | 125cc 2T    | 125cc 2T    | E1                |
| 3         | 250cc 2T    | 250cc 2T    | 250cc 2T    | E2                |
| 4         | 350cc 4T    | 350cc 4T    | 400cc 4T    | E2                |
| 5         | 500cc 2T    | -           | -           | E3                |
| 6         | +500cc 4T   | 500cc 4T    | 500cc 4T    | E3                |

### Puntuación
| - 1. 25 - 2. 22 - 3. 20 - 4. 18 - 5. 16 - 6. 15 - 7. 14 - 8. 13 - 9. 12 - 10. 11 |  | - 11. 10 - 12. 9 - 13. 8 - 14. 7 - 15. 6 - 16. 5 - 17. 4 - 18. 3 - 19. 2 - 20. 1 |

## Ganadores del Campeonato Europeo  de Enduro

### Campeones en cilindradas pequeñas (Menos de 250cc)
| Año  | 50cc                      | 75cc                         | 100cc                      | 125cc                       | 175cc                        |
| ---- | ------------------------- | ---------------------------- | -------------------------- | --------------------------- | ---------------------------- |
| 1968 | Volkern Kramer (Zündapp)  | H. Trinkner (Zündapp)        | S. Giengier (Zündapp)      | Rolf Witthöft (Puch)        | Peter Uhlig (MZ)             |
| 1969 | Heinz Brinkmann (Zündapp) | Andreas Brandl (Zündapp)     | Volkern Kramer (Zündapp)   | Rolf Witthöft (Puch)        | Walter Leitgeb (Puch)        |
| 1970 | Heinz Brinkmann (Zündapp) | Andreas Brandl (Zündapp)     | Lorenz Specht (Zündapp)    | Rolf Witthöft (Zündapp)     | Erwin Schmider (Zündapp)     |
| 1971 | Andreas Brandl (Zündapp)  | Josef Wolfgruber (Zündapp)   | Dieter Salevsky (Simson)   | Rolf Witthöft (Zündapp)     | Erwin Schmider (Zündapp)     |
| 1972 | Peter Neumann (Zündapp)   | Andreas Brandl (Zündapp)     | Josef Wolfgruber (Zündapp) | Rolf Witthöft (Zündapp)     | Erwin Schmider (Zündapp)     |
| 1973 | Peter Neumann (Zündapp)   | Andreas Brandl (Zündapp)     | Josef Wolfgruber (Zündapp) | Rolf Witthöft (Zündapp)     | Erwin Schmider (Zündapp)     |
| 1974 | Peter Neumann (Zündapp)   | Ewald Schneidewind (Simson)  | Josef Wolfgruber (Zündapp) | Reinhard Christel (Zündapp) | Erwin Schmider (Zündapp)     |
| 1975 | Peter Neumann (Zündapp)   | Ewald Scnheidewind (Simson)  | Josef Wolfgruber (Zündapp) | Rolf Witthöft (Zündapp)     | Erwin Schmider (Zündapp)     |
| 1976 | Erwin Schmider (Zündapp)  | Hannes Mauersberger (Simson) | Josef Wolfgruber (Zündapp) | Alessandro Gritti (KTM)     | Elia Andrioletti (KTM)       |
| 1977 | Erwin Schmider (Zündapp)  | Osvaldo Scaburri (Puch)      | Jürgen Grisse (Zündapp)    | Harald Strößenreuther (KTM) | Elia Andrioletti (KTM)       |
| 1978 | Gino Perego (DKW)         | Osvaldo Scaburri (Puch)      | Erwin Schmider (Zündapp)   | Eberhard Weber (Zündapp)    | Franco Gualdi (DKW)          |
| 1979 | Pietro Gagni (Fantic)     | Stanislav Olszewski (Simson) | Eddy Hau (Zündapp)         | Gualtiero Brissoni (SWM)    | Andrea Marinoni (SWM)        |
| 1980 | Gino Perego               | Stanislav Olszewski          | Eddy Hau (Zündapp)         | Gualtiero Brissoni (SWM)    | Klaus-Bernd Kreutz (Zündapp) |

### Campeones en cilindradas grandes (250cc o más)
| Año  | 250cc                    | 350cc                   | +350c                    |                       |                     |                           |
| ---- | ------------------------ | ----------------------- | ------------------------ | --------------------- | ------------------- | ------------------------- |
| 1968 | Werner Salevsky (MZ)     | Kvetoslav Masita (Jawa) | Erwin Schmider (Jawa)    |                       |                     |                           |
| 1969 | Frantizek Mrázek (Jawa)  | Kvetoslav Masita (Jawa) | Erwin Schmider (Jawa)    |                       |                     |                           |
| 1970 | Frantizek Mrázek (Jawa)  | Kvetoslav Masita (Jawa) | Fred Willamowski (MZ)    |                       |                     |                           |
| 1971 | Frantizek Mrázek (Jawa)  | Kvetoslav Masita (Jawa) | Fred Willamowski (MZ)    |                       |                     |                           |
| 1972 | Frantizek Mrázek (Jawa)  | Kvetoslav Masita (Jawa) | Zdenek Cespiva (Jawa)    |                       |                     |                           |
| 1973 | Frantizek Mrázek (Jawa)  | Kvetoslav Masita (Jawa) | Zdenek Cespiva (Jawa)    |                       |                     |                           |
| 1974 | Jirí Stodulka (Jawa)     | Kvetoslav Masita (Jawa) | Imerio Testori (KTM)     |                       |                     |                           |
| 1975 | Alessandro Gritti (KTM)  | Kvetoslav Masita (Jawa) | Zdenek Cespiva (Jawa)    |                       |                     |                           |
| 1976 | Jirí Stodulka (Jawa)     | Kvetoslav Masita (Jawa) | Stanislav Zloch (Jawa)   |                       |                     |                           |
|      | 250cc                    | 350cc                   | 500 cc                   | +500 cc               |                     |                           |
| 1977 | Alessandro Gritti (KTM)  | Kvetoslav Masita (Jawa) | Stanislav Zloch (Jawa)   | Otokar Toman (Jawa)   |                     |                           |
| 1978 | Gualtiero Brissoni (SWM) | Elia Andrioletti (KTM)  | Giangelo Croci           | Manfred Jäger (MZ)    |                     |                           |
|      | 250cc                    | 350cc                   | 500cc                    | 750cc                 | +750cc              |                           |
| 1979 | Franco Gualdi (SWM)      | Augusto Taiocchi (KTM)  | Guglielmo Andreini (SWM) | Heino Büse (Maico)    | Egbert Haas (Maico) |                           |
|      | 250cc                    | 350cc                   | 500cc                    | 750cc                 | 1000cc              | +1000cc                   |
| 1980 | Andrea Marinoni (SWM)    | Augusto Taiocchi (KTM)  | Guglielmo Andreini       | Heino Büse (Hercules) | Rolf Witthöft (BMW) | Herbert Schek (Schek-BMW) |

## Campeones durante la segunda etapa (1981-1989)
| Año  | 80cc                            | 125cc                       | 175cc                        | 250cc                          |                                | 500cc                         | +500cc 4T                     |
| ---- | ------------------------------- | --------------------------- | ---------------------------- | ------------------------------ | ------------------------------ | ----------------------------- | ----------------------------- |
| 1981 | Angelo Signorelli (Fantic)      | Gualtiero Brissoni (Fantic) | Klaus-Bernd Kreutz (Zündapp) | Alessandro Gritti (Kramer)     |                                | Jens Scheffler (MZ)           | Hans Werner Pohl (Honda)      |
| 1982 | Pietro Gagni (Zündapp)          | Harald Strößenreuther (KTM) | Klaus-Bernd Kreutz (Zündapp) | Gualtiero Brissoni (Husqvarna) |                                | Guglielmo Andreini (Maico)    | Eddy Hau (Yamaha)             |
|      | 80cc 2T                         | 125cc 2T                    | - Cancelado -                | 250cc 2T                       |                                | 500cc 2T                      | +500cc 4T                     |
| 1983 | Pierfranco Muraglia (Accossato) | Andrea Marinoni (KTM)       |                              | Harald Sturm (MZ)              |                                | Jens Scheffler (MZ)           | Eddy Hau (Yamaha)             |
| 1984 | Pierfranco Muraglia (Accossato) | Rolf Hübler (Simson)        |                              | Harald Sturm (MZ)              |                                | Jens Scheffler (MZ)           | Guglielmo Andreini (Honda)    |
| 1985 | Stefano Passeri (Accossato)     | Rolf Hübler (Simson)        |                              | Harald Sturm (MZ)              |                                | Jens Scheffler (MZ)           | Thomas Gustavsson (Husqvarna) |
| 1986 | Stefano Passeri (KTM)           | Joachim Sauer (KTM)         |                              | Harald Sturm (MZ)              |                                | Sven-Erik Jönsson (Husqvarna) | Josef Chovancik (Jawa)        |
|      | 80cc 2T                         | 125cc 2T                    |                              | 250cc 2T                       | 350cc 4T                       | 500cc 2T                      | +500cc 4T                     |
| 1987 | Gianmarco Rossi (TM)            | Davide Trolli (TM)          |                              | Dick Wicksell (Husqvarna)      | Joachim Sauer (KTM)            | Sven-Erik Jönsson (Husqvarna) | Giangelo Croci (KTM)          |
| 1988 | Gianmarco Rossi (TM)            | Angelo Signorelli (KTM)     |                              | Dick Wicksell (Husqvarna)      | Thierry Charbonnier (Yamaha)   | Sven-Erik Jönsson (Husqvarna) | Thomas Gustavsson (Husqvarna) |
| 1989 | Pierfranco Muraglia (TM)        | Paul Edmondson (KTM)        |                              | Dick Wicksell (KTM)            | Laurent Charbonnel (Husqvarna) | Sven-Erik Jönsson (Husqvarna) | Jimmie Eriksson (Husaberg)    |

## Ganadores del Campeonato del Mundo de Enduro

### 1990-2016
| Año  | 80 cc 2T                       | 125 cc 2T                  | 250 cc 2T                          | 350 cc 4T                          | 500 cc 2T                     | +500 cc 4T                   |
| ---- | ------------------------------ | -------------------------- | ---------------------------------- | ---------------------------------- | ----------------------------- | ---------------------------- |
| 1990 | Thomas Bieberbach (Simson)     | Paul Edmondson (KTM)       | Kari Tiainen (Suzuki)              | Otakar Kotrba (Husqvarna)          | Peter Hansson (KTM)           | Jimmie Eriksson (Husaberg)   |
| 1991 | Pierfranco Muraglia (Kawasaki) | Jeff Nilsson (KTM)         | Kari Tiainen (Husqvarna)           | Kent Karlsson (Husaberg)           | Sven-Erik Jönsson (Husqvarna) | Jaroslav Katrinák (Husaberg) |
| 1992 | Gian-Marco Rossi (HRD)         | Jeff Nilsson (KTM)         | Giorgio Grasso (Kawasaki)          | Mario Rinaldi (KTM)                | Tulio Pellegrinelli (Honda)   | Kari Tiainen (Husqvarna)     |
| 1993 | Gian-Marco Rossi (TM)          | Paul Edmondson (Husqvarna) | Giorgio Grasso (Kawasaki)          | Sven-Erik Jönsson (Husqvarna)      | Giovanni Sala (KTM)           | Fabio Farioli (KTM)          |
|      | - Cancelado -                  | 125 cc 2T                  | 250 cc 2T                          | 350 cc 4T                          | - Cancelado -                 | 500 cc 4T                    |
| 1994 |                                | Paul Edmondson (Gas Gas)   | Giovanni Sala (KTM)                | Mario Rinaldi (KTM)                |                               | Kari Tiainen (Husqvarna)     |
| 1995 |                                | Petteri Silván (Husqvarna) | Giovanni Sala (KTM)                | Anders Eriksson (Husaberg)         |                               | Kari Tiainen (Husqvarna)     |
| 1996 |                                | Fausto Scovolo (Honda)     | Paul Edmondson (Gas Gas)           | Anders Eriksson (Husqvarna)        |                               | Peter Jansson (Husaberg)     |
| 1997 |                                | Shane Watts (KTM)          | Stéphane Peterhansel (Yamaha)      | Mario Rinaldi (KTM)                |                               | Kari Tiainen (KTM)           |
|      | 250 cc 4T                      | 125 cc 2T                  | 250 cc 2T                          | 400 cc 4T                          |                               | 500 cc 4T                    |
| 1998 | Gian-Marco Rossi (Honda)       | Roman Michalík (TM)        | Giovanni Sala (KTM)                | Björne Carlsson (Husaberg)         |                               | Anders Eriksson (Husqvarna)  |
| 1999 | Vesa Kytönen (Kawasaki)        | Juha Salminen (KTM)        | Petteri Silván (Gas Gas)           | Giovanni Sala (KTM)                |                               | Anders Eriksson (Husqvarna)  |
| 2000 | Matteo Rubin (KTM)             | Juha Salminen (KTM)        | Stefan Merriman (Husqvarna)        | Mario Rinaldi (KTM)                |                               | Kari Tiainen (KTM)           |
| 2001 | Stéphane Peterhansel (Yamaha)  | Petteri Silván (Husqvarna) | Juha Salminen (KTM)                | Stefan Merriman (Husqvarna)        |                               | Anders Eriksson (Husqvarna)  |
| 2002 | Peter Bergvall (Yamaha)        | Petteri Silván (Husqvarna) | Samuli Aro (Husqvarna)             | Juha Salminen (KTM)                |                               | Anders Eriksson (Husqvarna)  |
| 2003 | Peter Bergvall (Yamaha)        | Petri Pohjamo (Gas Gas)    | Stefan Merriman (Honda)            | Anders Eriksson (Husqvarna)        |                               | Juha Salminen (KTM)          |
|      | E1                             | E1                         | E2                                 | E2                                 | E3                            | E3                           |
| 2004 | Stefan Merriman (Yamaha)       | Stefan Merriman (Yamaha)   | Juha Salminen (KTM)                | Juha Salminen (KTM)                | Samuli Aro (KTM)              | Samuli Aro (KTM)             |
| 2005 | Ivan Cervantes (KTM)           | Ivan Cervantes (KTM)       | Samuli Aro (KTM)                   | Samuli Aro (KTM)                   | David Kinght (KTM)            | David Kinght (KTM)           |
| 2006 | Ivan Cervantes (KTM)           | Ivan Cervantes (KTM)       | Samuli Aro (KTM)                   | Samuli Aro (KTM)                   | David Kinght (KTM)            | David Kinght (KTM)           |
| 2007 | Juha Salminen (KTM)            | Juha Salminen (KTM)        | Mika Ahola (Honda)                 | Mika Ahola (Honda)                 | Ivan Cervantes (KTM)          | Ivan Cervantes (KTM)         |
| 2008 | Mika Ahola (Honda)             | Mika Ahola (Honda)         | Johnny Aubert (Yamaha)             | Johnny Aubert (Yamaha)             | Samuli Aro (KTM)              | Samuli Aro (KTM)             |
| 2009 | Mika Ahola (Honda)             | Mika Ahola (Honda)         | Johnny Aubert (Yamaha)             | Johnny Aubert (Yamaha)             | Ivan Cervantes (KTM)          | Ivan Cervantes (KTM)         |
| 2010 | Antoine Méo (Husqvarna)        | Antoine Méo (Husqvarna)    | Mika Ahola (Honda)                 | Mika Ahola (Honda)                 | David Knight (KTM)            | David Knight (KTM)           |
| 2011 | Juha Salminen (Husqvarna)      | Juha Salminen (Husqvarna)  | Antoine Méo (Husqvarna)            | Antoine Méo (Husqvarna)            | Mika Ahola (Honda)            | Mika Ahola (Honda)           |
| 2012 | Antoine Méo (KTM)              | Antoine Méo (KTM)          | Pierre-Alexandre Rene (Husaberg)   | Pierre-Alexandre Rene (Husaberg)   | Christophe Nambotin (KTM)     | Christophe Nambotin (KTM)    |
| 2013 | Antoine Méo (KTM)              | Antoine Méo (KTM)          | Alex Salvini (Honda)               | Alex Salvini (Honda)               | Christophe Nambotin (KTM)     | Christophe Nambotin (KTM)    |
| 2014 | Christophe Nambotin (KTM)      | Christophe Nambotin (KTM)  | Pierre-Alexandre Renet (Husqvarna) | Pierre-Alexandre Renet (Husqvarna) | Matthew Phillips (KTM)        | Matthew Phillips (KTM)       |
| 2015 | Eero Remes (TM Racing)         | Eero Remes (TM Racing)     | Antoine Méo (KTM)                  | Antoine Méo (KTM)                  | Mathias Bellino (Husqvarna)   | Mathias Bellino (Husqvarna)  |
| 2016 | Eero Remes (TM Racing)         | Eero Remes (TM Racing)     | Matthew Phillips (Sherco)          | Matthew Phillips (Sherco)          | Steve Holcombe (Beta)         | Steve Holcombe (Beta)        |

### 2017-presente
| Año  | Enduro GP               | Enduro 1                  | Enduro 2                 | Enduro 3              |
| ---- | ----------------------- | ------------------------- | ------------------------ | --------------------- |
| 2017 | Steve Holcombe (Beta)   | -                         | Josep García (KTM)       | -                     |
| 2018 | Steve Holcombe (Beta)   | Brad Freeman (Beta)       | Eero Remes (TM Racing)   | Steve Holcombe (Beta) |
| 2019 | Brad Freeman (Beta)     | Brad Freeman (Beta)       | Loïc Larrieu (TM Racing) | Steve Holcombe (Beta) |
| 2020 | Steve Holcombe (Beta)   | Andrea Verona (TM Racing) | Steve Holcombe (Beta)    | Brad Freeman (Beta)   |
| 2021 | Brad Freeman (Beta)     | Andrea Verona (Gas Gas)   | Josep García (KTM)       | Brad Freeman (Beta)   |
| 2022 | Andrea Verona (Gas Gas) | Andrea Verona (Gas Gas)   | Wil Ruprecht (TM Racing) | Brad Freeman (Beta)   |
| 2023 | Steve Holcombe (Beta)   | Josep García (KTM)        | Steve Holcombe (Beta)    | Brad Freeman (Beta)   |
| 2024 | Josep García (KTM)      | Josep García (KTM)        | Andrea Verona (Gas Gas)  | Brad Freeman (Beta)   |

### Campeonato júnior

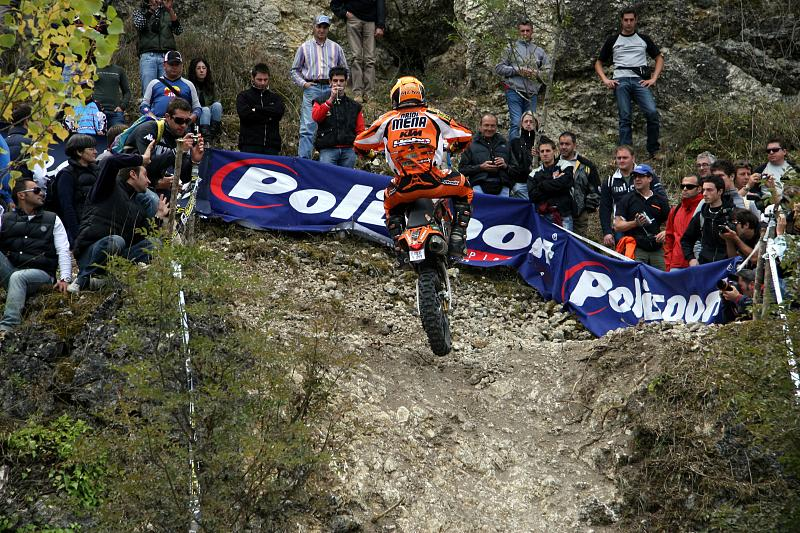
Oriol Mena, Campeón junior en 2009.

| Año  | Campeón              | Motocicleta |
| ---- | -------------------- | ----------- |
| 2005 | Cristóbal Guerrero   | Gas Gas     |
| 2006 | Joakim Ljunggren     | Husaberg    |
| 2007 | Joakim Ljunggren     | Husaberg    |
| 2008 | Thomas Oldrati       | KTM         |
| 2009 | Oriol Mena           | Husaberg    |
| 2010 | Lorenzo Santolino    | KTM         |
| 2011 | Jérémy Joly          | Honda       |
| 2012 | Mathias Bellino      | Husaberg    |
| 2013 | Matthew Phillips     | Husqvarna   |
| 2014 | Daniel McCanney      | Beta        |
| 2015 | Jamie McCanney       | Husqvarna   |
| 2016 | Giacomo Redondi      | Honda       |
| 2017 | Brad Freeman         | Beta        |
| 2018 | Matteo Cavallo       | Beta        |
| 2019 | Andrea Verona        | TM          |
| 2020 | Hamish MacDonald     | Sherco      |
| 2021 | Matteo Pavoni        | TM          |
| 2022 | Zach Pichon          | Sherco      |
| 2023 | Jed Etchells         | Fantic      |
| 2024 | José Cándido Avelino | Gas Gas     |

### Campeonato Femenino
| Año  | Campeona         | Motocicleta |
| ---- | ---------------- | ----------- |
| 2010 | Ludivine Puy     | Gas Gas     |
| 2011 | Ludivine Puy     | Gas Gas     |
| 2012 | Laia Sanz        | Gas Gas     |
| 2013 | Laia Sanz        | Honda       |
| 2014 | Laia Sanz        | Honda       |
| 2015 | Laia Sanz        | KTM         |
| 2016 | Laia Sanz        | KTM         |
| 2017 | Maria Franke     | KTM         |
| 2018 | Sanna Karkkainen | KTM         |
| 2019 | Jane Daniels     | Husqvarna   |
| 2020 | Jane Daniels     | Husqvarna   |
| 2021 | Laia Sanz        | Gas Gas     |
| 2022 | Jane Daniels     | Fantic      |
| 2023 | Jane Daniels     | Fantic      |
| 2024 | Mireia Badia     | Rieju       |

### Campeonato juvenil
| Año  | Campeón          | Motocicleta |
| ---- | ---------------- | ----------- |
| 2009 | Romain Dumontier | Husqvarna   |
| 2010 | Mario Román      | KTM         |
| 2011 | Jonathan Manzi   | KTM         |
| 2012 | Giacomo Redondi  | KTM         |
| 2013 | Jamie McCanney   | Husaberg    |
| 2014 | Davide Soreca    | Yamaha      |
| 2015 | Mikael Persson   | Yamaha      |
| 2016 | Jack Edmondson   | KTM         |
| 2017 | Andrea Verona    | TM          |
| 2018 | Ruy Barbosa      | Husqvarna   |
| 2019 | Hamish MacDonald | Sherco      |
| 2020 | Sergio Navarro   | Husqvarna   |
| 2021 | Albin Norrbin    | Fantic      |
| 2022 | Harry Edmondson  | Fantic      |
| 2023 | Kevin Cristino   | Fantic      |
| 2024 | Manuel Verzeroli | KTM         |

### Campeonatos desaparecidos

#### Campeonato general
| Año  | Campeón        | Motocicleta    |
| ---- | -------------- | -------------- |
| 1998 | Giovanni Sala  | 250 cc KTM     |
| 1999 | Petteri Silván | 250 cc Gas Gas |
| 2000 | Juha Salminen  | 125 cc KTM     |
| 2001 | Juha Salminen  | 250 cc KTM     |
| 2002 | Juha Salminen  | 400 cc KTM     |
| 2003 | Juha Salminen  | 500 cc KTM     |
| 2004 | Juha Salminen  | E2 KTM         |

#### Campeonato por equipos
| Año  | Equipo campeón             |
| ---- | -------------------------- |
| 2004 | KTM Racing                 |
| 2005 | KTM Team Farioli           |
| 2006 | KTM Factory Team Farioli 2 |